# Kimminsoperla mcalpinei
Kimminsoperla mcalpinei är en bäcksländeart som beskrevs av Günther Theischinger 1981. Kimminsoperla mcalpinei ingår i släktet Kimminsoperla och familjen Notonemouridae. Inga underarter finns listade i Catalogue of Life.